# 市政宫 (圣吉米尼亚诺)
市政宫（義大利語：Palazzo Comunale）,又名人民宫 （義大利語：Palazzo del Popolo）是意大利托斯卡纳圣吉米尼亚诺的一座13世纪建筑，自13世纪就是该市镇的权力中心。它位于主教座堂广场，靠近圣吉米尼亚诺圣母升天协同教堂。该建筑和协同教堂是中世纪小镇的心脏，是世界遗产项目“圣吉米尼亚诺历史中心” 的一部分。
该建筑内接见厅（Sala del Consiglio）等处有重要的壁画，楼上有收藏佛罗伦萨画派和锡耶纳画派艺术品的博物馆和美术馆。

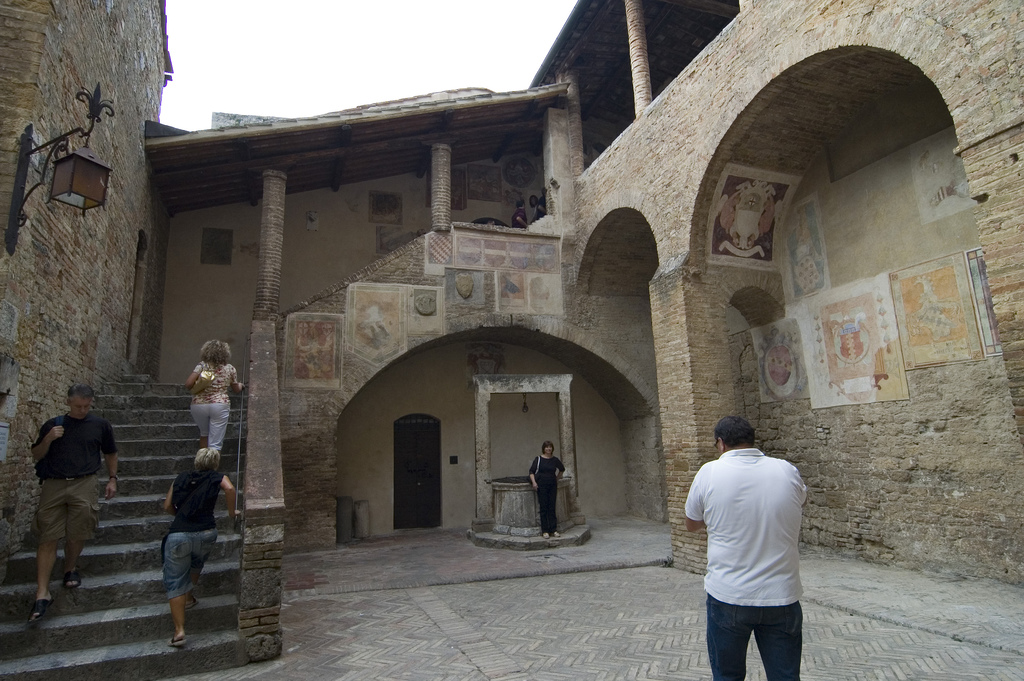
庭院

“格罗萨塔”（大塔）完成于1300年，高54米，为城内最高的塔楼。

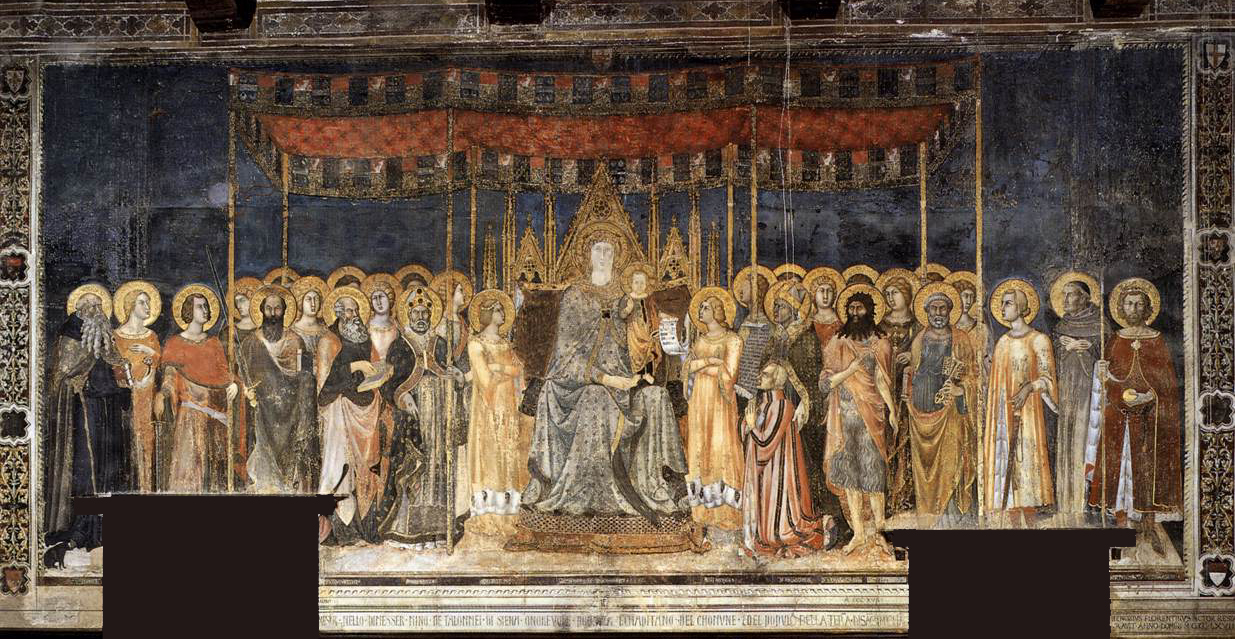